# Detrás de cada estrella
Detrás de cada estrella (en hangul, 연예인 매니저로 살아남기; RR: Yeon-yein Maenijeolo Sal-anamgi; lit. ‘Sobrevivir como un manager famoso’) es una serie de televisión surcoreana dirigida por Baek Seung-ryong y protagonizada por Lee Seo-jin, Kwak Sun-young, Seo Hyun-woo, Joo Hyun-young. Basada en la homónima serie francesa, su emisión está programada desde el 7 de noviembre hasta el 13 de diciembre de 2022 por el canal tvN los lunes y martes a las 22:35 (hora local coreana). También estará disponible en la plataforma Netflix para algunas zonas del mundo.

## Sinopsis
La serie describe la vida de algunos agentes famosos de la empresa de gestión de entretenimiento llamada Method Entertainment, donde se cruzan el trabajo profesional con las mayores estrellas del mundo del espectáculo de Corea con una vida privada amateur.

## Reparto

### Principal
- Lee Seo-jin como Matthew / Tae-oh, director general de Method Entertainment.[4][5]
- Kwak Sun-young como Chun Jae-in, agente con 14 años de experiencia. Comenzó como agente de campo y ascendió a la posición de jefe de equipo.[6]
- Seo Hyun-woo como Kim Jung-don, jefe de equipo de Method Entertainment, un buen agente con una buena personalidad.[7]
- Joo Hyun-young como So Hyun-joo, una nueva agente, que ha admirado la industria del entretenimiento desde la infancia.[8][9]

### Secundario

#### Personas allegadas a Matthew
- Shin Hyun-seung como Go Eun-gyeol, hijo de Tae-oh y actor novato en Method Entertainment.[10]
- Jung Hye-young como Song Eun-ha, la esposa de Matthew, madre de Go Eun-gyul.[11]

#### Personas allegadas a Chun Jae-in
- Noh Sang-hyun como Lee Sang-wook, el jefe del equipo de investigación de la Agencia Tributaria de Seúl.[10][12]

#### Personas allegadas a So Hyun-joo
- Kim Young-ah como So Jung-hee, la madre de So Hyun-joo y dueña de una peluquería en Busan.[13]

#### Method Entertainment
- Shim So-young como Shim Myung-ae, director honorario de Method Entertainment.[10]
- Kim Tae-oh como Choi Jin-hyuk, gerente de relaciones públicas de Method Entertainment..[10]
- Kim Gook-hee como Yoo Eun-soo, gerente general de Method Entertainment.[14][15]
- Hwang Se-on como Kang Hee-sun, empleada del mostrador de información que aspira a ser actriz.[10]
- Choi Yeon-gyu como Choi Won-jae, gerente de campo de Method Entertainment.[10]
- Lee Hwang-ui, presidente de Method Entertainment.[10]
- Heo Sung-tae como Goo Hae-joon, un exitoso hombre de negocios que se mudó a los Estados Unidos cuando tenía 20 años y desarrolló una aplicación de citas. Tiene el cargo de representante de Method Entertainment, que quedó vacante tras la muerte de Lee Hwang-ui, y es también compañero de clase de la escuela primaria de Chun Jae-in.[16]
- Choi Gyu-ri como Sunny Lim, jefa del equipo de planificación estratégica.[17][18]

#### Otros
- Kim Won-hae como Cho Ki-bong, director ejecutivo de Star Media, el mayor rival de Method Ent.[19]
- Moon Hee-kyung como Kang Kyung-ok, mujer de Wang Se-ja.[20]

### Apariciones especiales
- Cho Yeo-jeong como ella misma, una actriz de Method Entertainment.[21][22]
- Kim Soo-mi como ella misma (ep. 3).[21]
- Lee Hee-joon como él mismo, un actor de Method Entertainment.[23]
- Claudia Kim como ella misma.[21]
- Seo Hyo-rim como ella misma (ep. 3).[21]
- Jin Seon-kyu como él mismo, un actor de Method Entertainment.[23]
- Young Tak como él mismo, una estrella incipiente que ha ganado popularidad.[24][25]
- Park Ho-san como él mismo.[26]
- Oh Na-ra como ella misma.[26]
- Kim Soo-ro como él mismo.[27]
- Kim Ho-young como él mismo.[27]
- Choi Soo-rin como la madre de Joo Ha-min.[25]
- Kim So-hyun como ella misma.[28]
- Son Jun-ho como él mismo.[28]
- Kim Ji-hoon como él mismo.[29]
- Na Young-seok como él mismo.[29]
- Kim Joo-ryoung como ella misma (ep. 9).[29]
- No Min-woo como Oh Hyun, un actor y director de cine.[30]
- Lee Soon-jae como él mismo.[29]
- Kim Ah-jung como ella misma.[29]
- Ryu Hyun-kyung como Ye Min-soo, una famosa directora de cine.[31]
- Kim Ah-hyun como Ah-hyun, modelo de clase mundial.[32]
- Daniel Henney como él mismo.[33]

## Banda sonora original
| Parte | Fecha de publicación    | N.º | Título                                      | Letra       | Música                                  | Artista         | Duración |
| ----- | ----------------------- | --- | ------------------------------------------- | ----------- | --------------------------------------- | --------------- | -------- |
| 1     | 8 de noviembre de 2022  | 1   | «Look Forward to Tomorrow» (내일을 기대해)  | Midnight    | Ant, Midnight                           | Billier Costi   | 3:53     |
| 1     | 8 de noviembre de 2022  | 2   | «Look Forward to Tomorrow» (inst.)          |             | Ant, Midnight                           |                 | 3:53     |
| 2     | 15 de noviembre de 2022 | 1   | «Like a Childhood Dream» (어린 날의 꿈처럼) | Midnight    | Ant, Midnight                           | XIA (Compliant) | 3:46     |
| 2     | 15 de noviembre de 2022 | 2   | «Like a Childhood Dream» (inst.)            |             | Ant, Midnight                           |                 | 3:46     |
| 3     | 22 de noviembre de 2022 | 1   | «Feel My Heart»                             | Lee Jun-hwa | Ant, Lee Jun-hwa                        | JUNNY           | 3:12     |
| 3     | 22 de noviembre de 2022 | 2   | «Feel My Heart» (inst.)                     |             | Ant, Lee Jun-hwa                        |                 | 3:12     |
| 4     | 28 de noviembre de 2022 | 1   | «Get Up»                                    | Lee Jun-hwa | Ant, Lee Jun-hwa                        | Lee Jun-hwa     | 2:35     |
| 4     | 28 de noviembre de 2022 | 2   | «Get Up» (versión en inglés)                | Lee Jun-hwa | Ant, Lee Jun-hwa                        | Lee Jun-hwa     | 2:35     |
| 4     | 28 de noviembre de 2022 | 3   | «Get Up» (inst.)                            |             | Ant, Lee Jun-hwa                        |                 | 2:35     |
| 5     | 29 de noviembre de 2022 | 1   | «On the Hill»                               | HOLLIN      | Orori (MonoTree), Aejin Kwon (MonoTree) | Boramiyu        | 3:54     |
| 5     | 29 de noviembre de 2022 | 2   | «On the Hill» (inst.)                       |             | Orori (MonoTree), Aejin Kwon (MonoTree) |                 | 3:54     |

## Producción
En mayo de 2021 Studio Dragon anunció que estaban rehaciendo la serie francesa Dix pour cent, que se estaba desarrollando el guion y que las audiciones comenzarían poco después. La serie había alcanzado gran éxito en su país, donde se produjeron cuatro temporadas, y ha tenido versiones en otras lenguas.
En octubre de 2021 Studio Dragon ofreció a Lee Seo-jin y a Kwak Seon-young dos de los papeles principales, e informó que ambos estaban considerando su participación en la serie. El 6 de junio de 2022 se confirmó el reparto de protagonistas. El rodaje comenzó inmediatamente después.
El 23 de septiembre tvN publicó un póster de la serie, al tiempo que confirmaba la emisión en noviembre, y tres días después el primer tráiler.
El 31 de octubre, para respetar el período de luto nacional debido a la tragedia de Halloween de Seúl, tvN anunció el aplazamiento de la conferencia de prensa de presentación de la serie, que originalmente estaba programada para el 2 de noviembre. La serie finalmente salió a antena el 7 de noviembre.

## Audiencia
| Temporada | Temporada | Episodio número | Episodio número | Episodio número | Episodio número | Episodio número | Episodio número | Episodio número | Episodio número | Episodio número | Episodio número | Episodio número | Episodio número | Promedio |
| Temporada | Temporada | 1               | 2               | 3               | 4               | 5               | 6               | 7               | 8               | 9               | 10              | 11              | 12              | Promedio |
| --------- | --------- | --------------- | --------------- | --------------- | --------------- | --------------- | --------------- | --------------- | --------------- | --------------- | --------------- | --------------- | --------------- | -------- |
|           | 1         | 773             | 744             | 634             | 571             | 699             | 571             | 522             | 722             | 627             | 633             | 498             | 742             | 645      |

| Episodio | Fecha de emisión        | Índice de audiencia (Nielsen Korea) | Índice de audiencia (Nielsen Korea) |
| Episodio | Fecha de emisión        | Nacional                            | Seúl                                |
| --- | ----------------------- | ----------------------------------- | ----------------------------------- |
| 1 | 7 de noviembre de 2022  | 3,71 % (1.ª)                        | 4,406 % (1.ª)                       |
| 2 | 8 de noviembre de 2022  | 3,609 % (2.ª)                       | 4,294 % (2.ª)                       |
| 3 | 14 de noviembre de 2022 | 3,274 % (2.ª)                       | 4,123 % (2.ª)                       |
| 4 | 15 de noviembre de 2022 | 3,028 % (2.ª)                       | 3,747 % (1.ª)                       |
| 5 | 21 de noviembre de 2022 | 3,096 % (2.ª)                       | 3,778 % (2.ª)                       |
| 6 | 22 de noviembre de 2022 | 2,921 % (2.ª)                       | 3,476 % (2.ª)                       |
| 7 | 28 de noviembre de 2022 | 2,549 % (1.ª)                       | 3,09 % (1.ª)                        |
| 8 | 29 de noviembre de 2022 | 3,54 % (2.ª)                        | 3,74 % (2.ª)                        |
| 9 | 5 de diciembre de 2022  | 2,924 % (1.ª)                       | 3,425 % (1.ª)                       |
| 10 | 6 de diciembre de 2022  | 2,996 % (2.ª)                       | 3,719 % (2.ª)                       |
| 11 | 12 de diciembre de 2022 | 2,416 % (2.ª)                       | 3,134 % (2.ª)                       |
| 12 | 13 de diciembre de 2022 | 3,608 % (2.ª)                       | 4,144 % (2.ª)                       |
| Promedio | Promedio                | 3,139 %                             | 3,756 %                             |
| - En la tabla, los números azules representan los índices de audiencia más bajos y los números rojos representan los más altos. - Esta serie se transmite mediante televisión por cable/TV de pago, que por lo general tiene una audiencia más pequeña en comparación con la de cadenas públicas como (KBS, SBS, MBC y EBS). |                         |                                     |                                     |